# Alvin Seale
Pour les articles homonymes, voir Seale.
Alvin Seale est un ichtyologiste américain, né le 8 juillet 1871 à Indiana et mort le 28 juillet 1958 à Corallitos en Californie.

## Biographie
Il grandit dans la ferme parentale, des parents quakers. Il fait son premier voyage dans les Everglades en 1884. Son second voyage le conduit de l’Indiana à la Californie pour y étudier les poissons auprès de David Starr Jordan (1851-1931). Il est un étudiant peu assidu : au lieu d’aller suivre ses cours, il préfère aller sur le terrain.
En 1896, Jordan le choisit avec Norman Bishop Scofield (1869-1958) pour une mission à l’embouchure du fleuve Mackenzie. En 1898, un de ses condisciples l’entraîne à participer à la ruée vers l’or dans le Klondike mais Seale se consacre uniquement à l’étude de la faune. À la rentrée 1899, Seale abandonne à nouveau ses études pour devenir naturaliste de terrain pour le compte du muséum Bishop à Honolulu. Il fait sa première étude zoologique en 1900 qui le conduit à Guam, à Manille, à Hong Kong, à Shanghai et au Japon. Jusqu’en 1903, il fait des récoltes en Polynésie.
En 1904, il reprend, une fois de plus, ses études à l’université Stanford et est enfin diplômé en 1905, soit treize ans après sa première entrée. Jordan le charge d’étudier la possibilité d’utiliser des cyprinodontes du Texas pour lutter contre les larves de moustiques. C’est grâce aux recherches de Seale que Gambusia patruelis va devenir un outil de lutte largement diffusé à travers le monde.
En 1906, Seale reçoit la charge d’une nouvelle expédition en Alaska et il récolte des spécimens pour le Musée Alexander de zoologie des vertébrés de l’université de Californie. En 1907, il est nommé expert en pêche auprès du gouvernement philippin, poste qu’il occupera durant dix ans. Il travaille sur des aspects halieutiques mais aussi sur le contrôle des populations de moustiques par des introductions de poissons. Il voyage aussi dans toute la région. Il se marie en 1908 avec Ethel Prouty.
En 1917, il devient l’ichtyologiste au Museum of Comparative Zoology à l’université Harvard. Trois ans plus tard, il prend sa retraite près de Santa Cruz en Californie. Barton Warren Evermann (1853-1932) le sollicite, en 1921, pour superviser la construction de l’aquarium Steinhart de la California Academy of Sciences. Il le dirigera durant vingt ans, ne démissionnant qu’à 70 ans. Afin d’alimenter en poissons l’aquarium, il fait plusieurs voyages : dans les Samoa (1929), dans les îles Galápagos (1931-1932), à Hawaï (1935 et 1939), le Yukon et l’Alaska (1941). En 1938, deux ans après la mort de sa femme, il se remarie avec Jessie Frapwell. Seale est l’auteur de 162 publications.

## Source
- Albert W. Herre (1959). Alvin Seale, 1871-1958, Copeia, 1959 (1) : 85-86.  (ISSN 0045-8511)